# De Tike
De Tike est un village situé dans la commune néerlandaise de Smallingerland, dans la province de la Frise. Son nom en frison est De Tike. Le 1er janvier 2008, le village comptait 348 habitants.